# گمینا شویبوجن
گمینا شویبوجن (به لهستانی:  Gmina Świebodzin) یک گمینا در لهستان است که در شهرستان شویبوجن واقع شده‌است. گمینا شویبوجن ۲۲۷٫۳۶ کیلومتر مربع مساحت و ۲۹٬۷۷۴ نفر جمعیت دارد.